# Elaphria pulida
Elaphria pulida là một loài bướm đêm trong họ Noctuidae.